# Teresa Manzo
Teresa Manzo (Castellammare di Stabia, 20 dicembre 1986) è una politica italiana, deputata della XVIII legislatura per il Movimento 5 Stelle.

## Biografia
Laureata in economia aziendale, si occupa di assistenza fiscale e previdenza.
Nel 2013 inizia il suo attivismo con il gruppo del comune di Lettere e da lì, inizia poi una serie di incontri intercomunali insieme ad altri attivisti dei comuni del comprensorio dei Monti Lattari.  Nel 2016 inizia ad attivarsi con l’associazione Forum delle Famiglie nel comune di Castellammare di Stabia.
Candidata per la prima volta ad una tornata elettorale nel 2016 in occasione delle amministrative a Castellammare di Stabia, raccoglie 297 preferenze risultando la prima non eletta della lista del Movimento 5 Stelle. Nel 2018 partecipa alle primarie interne del Movimento5Stelle e con il voto degli iscritti si posiziona al secondo posto nel listino proporzionale del collegio plurinominale Nola-Portici-Torre del Greco-Castellammare di Stabia in occasione delle elezioni politiche del 2018. In occasione delle politiche del 2022 si ripropone alle primarie interne al movimento risultando nella sua circoscrizione la più votata di Napoli e provincia. A dispetto del risultato ottenuto alle parlamentarie, viene esclusa dalle ultime elezioni politiche a causa di un “dossier” inviato al Movimento e riportato anche su alcune testate giornalistiche a poche ore dal termine delle presentazioni delle liste. “Dossier” che l’accusava di brogli e che ha causato il ritiro della sua candidatura dalla lista dei candidati. Accuse ad oggi ancora da provare.  
È stata capogruppo per il Movimento 5 Stelle in Commissione Bilancio, Tesoro e Programmazione dal 2020 al 2021.